# Ligidium beieri
Ligidium beieri är en kräftdjursart som beskrevs av Hans Strouhal1928. Ligidium beieri ingår i släktet Ligidium och familjen gisselgråsuggor. Inga underarter finns listade i Catalogue of Life.